# Friedrichshafen G.II
El Friedrichshafen G.II (designación de fábrica FF.38) fue un bombardero pesado diseñado y construido en Alemania durante la Primera Guerra Mundial, por Flugzeugbau Friedrichshafen. El avión fue usado por el Luftstreitkräfte (Servicio Aéreo Imperial Alemán) en operaciones de bombardeo táctico y estratégico limitado.

## Diseño y desarrollo

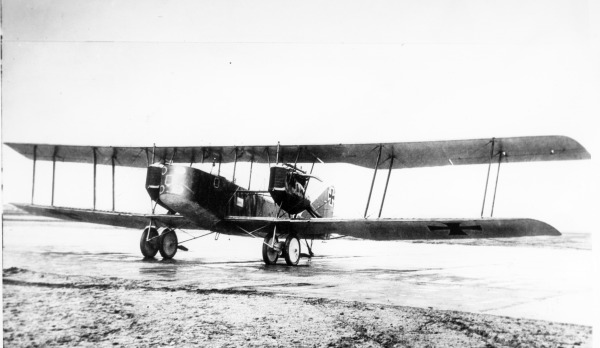

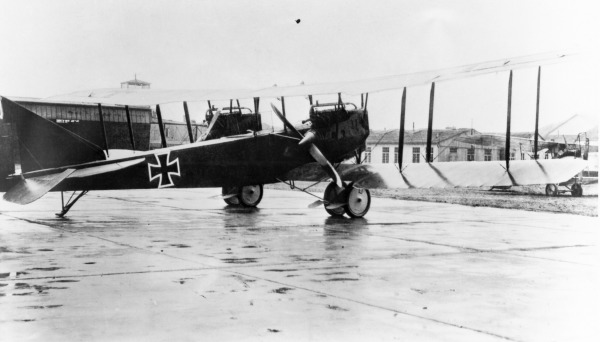

Aunque el G.I había sido un diseño exitoso en general, estaba claro que necesitaba desarrollarse antes de que estuviera listo para el combate. Por ello, el G.I fue desarrollado en el G.II. Las alas ahora sólo tenían dos pares de soportes interplanares a cada lado del fuselaje y la cola con forma de caja fue reemplazada por un ensamblaje simple de estabilizador horizontal y vertical. Las experiencias con el G.I habían mostrado que estaba falto de potencia, y el G.II tenía instalados motores más potentes de seis cilindros Benz Bz.IV de 150 kW (200 hp), que aumentaron la carga de bombas. El aumento en potencia también permitió la instalación de una segunda ametralladora defensiva por detrás de las alas, entre las hélices, que todavía estaban montadas en configuración propulsora. Los tripulantes todavía eran tres, un artillero trasero, un piloto y un bombardero, que también hacía de artillero de morro.

## Historia operacional
Mientras que el Friedrichshafen G.I se quedó como prototipo, el G.II entró en producción, siendo construidos 35 aviones por Friedrichshafen (18) y Daimler (17). El G.II entró en servicio activo desde principios de 1916 con unidades de bombardeo alemanas en el Frente occidental y en Macedonia, donde se usó principalmente en operaciones de bombardeo táctico. Al principio se realizaron de día, pero, al aumentar las pérdidas, la mayoría de los ataques se realizaron de noche.

## Operadores
Imperio Alemán
- Luftstreitkräfte

## Especificaciones (FF.38)
Referencia datos: Flugzeugbau Friedrichshafen GmbH

### Características generales
- Tripulación: Tres
- Longitud: 11,4 m (37,4 ft)
- Envergadura: 19,7 m (superior), 18,85 m (inferior)
- Altura: 3,7 m (12 ft)
- Superficie alar: 75 m² (807,3 ft²)
- Peso vacío: 1930 kg (4253,7 lb)
- Peso cargado: 3171 kg (6988,9 lb)
- Planta motriz: 2× motor lineal de 6 cilindros refrigerado por agua Benz Bz.IV.
  - Potencia: 150 kW (207 HP; 204 CV) cada uno.
- Hélices: 1× propulsora bipala de paso fijo por motor.

### Armamento
- Ametralladoras: 

  - 3x Parabellum MG 14 de 7,92 mm
- Bombas: 300 kg

## Aeronaves relacionadas

### Aeronaves similares
- Gotha G.I
- AEG G.I

### Secuencias de designación
- Secuencia FF._ (interna de Friedrichshafen): ← FF.35 - FF.36 - FF.37 - FF.38 - FF.39 - FF.40 - FF.41 →
- Secuencia G._ (bombarderos biplano bimotor armados del Idflieg, para Friedrichshafen): G.I - G.II - G.III - G.IV - G.V →